# Pamela Roylance
Pamela Roylance (ur. 27 marca 1952 w Seattle) – amerykańska aktorka telewizyjna i filmowa.
Wystąpiła w ponad pięćdziesięciu filmach i serialach, spośród których najbardziej znane są: Grupa „Wschód”, The Social Network, Chirurdzy, Siódme niebo, Napisała: Morderstwo, Detektyw w sutannie, Projektantki, Knots Landing, MacGyver, Detektyw Remington Steele, Domek na prerii, Dni naszego życia oraz Slumber Party Massacre.